# Kudinopasternakia siegi
Kudinopasternakia siegi är en kräftdjursart som först beskrevs av Viscup och Heard 1989.  Kudinopasternakia siegi ingår i släktet Kudinopasternakia och familjen Sphyrapidae. Inga underarter finns listade i Catalogue of Life.